# ¿Qué será de baby Grace?
¿Qué será de baby Grace? es un cortometraje de 2009, dirigido por Armand Rovira y protagonizado por Álex Angulo. El rodaje tuvo lugar en Mallorca.

## Sinopsis
Ambientado entre los años 70-80, se presenta a un hombre realmente obsesionado por Grace Kelly hasta el punto de colgar fotos de ella en un corcho, en los que coloca su propia cara al lado de la misma, posiblemente con el intento de sustituir el rostro de su marido, Rainiero. 
Con unas escenas al más estilo cinematográfico de Alfred Hitchcok, fotografías, tijeras y armas están unidas al protagonista, quien continúa su obsesión con la actriz estadounidense, quien gracias a su matrimonio terminó convirtiéndose en la Princesa Grace de Mónaco.

## Reparto
- Álex Angulo
- Joan Carles Bestard

## Premios y nominaciones
- Premios Art Jove 2011 - Segundo premio - Ganador[6]
- 3º Festival Internacional de Cine bajo la Luna - Álex Angulo - Mejor Actor - Nominado[7]